# Убийца 2: Против всех
«Убийца 2: Против всех» (англ. Sicario: Day of the Soldado) — американский боевик 2018 года режиссёра Стефано Соллимы по сценарию Тейлора Шеридана. Является продолжением фильма «Убийца» 2015 года. В главных ролях снова выступили Бенисио Дель Торо и Джош Бролин.
В фильме раскрывается история самого загадочного и мрачного персонажа – мексиканца Алехандро Гиллике (Бенисио Дель Торо). В шатком сотрудничестве с агентами ЦРУ он вскрывает «дыры» на границе США, открывающие путь для наркотрафика, нелегалов и ещё, как выясняется, для террористов.
Премьера фильма в России состоялась 28 июня 2018 года.

## Сюжет
В результате теракта в крупном гипермаркете Канзас-Сити погибает 15 человек. Известно, что террористы попали в США нелегально, через Мексику, маршрутом нелегальных мигрантов. В ответ правительство Соединённых Штатов предоставляет агенту Центра специальных операций ЦРУ Мэтту Грэйверу (Джош Бролин) разрешение использовать самые жесткие меры для борьбы с мексиканскими наркокартелями, которые также организуют нелегальные переходы мигрантов через границу. Грэйвер вновь собирает оперативников SOG и решает, что лучшая стратегия — это начать войну между двумя крупнейшими картелями. Грэйвер решает подключить для тактической работы наёмника Алехандро Гиллике (Бенисио Дель Торо). Гиллике убивает высокопоставленного адвоката картеля Гольфо в Мехико, а позже Грэйвер и его команда похищают Изабелу Рейес (Изабела Монер), дочь главы картеля Рейеса.
Грэйвер, Гиллике и их команда под видом похитителей перевозят Изабелу в Техас, где инсценируют её «спасение» совместно с Управлением по борьбе с наркотиками и местной полицией, чтобы заставить её думать, что похитителями были враги её отца. Гиллике объясняет Изабеле, что они вернут её домой, в то время как команда планирует перевезти девочку обратно в Мексику и оставить на территории, контролируемой соперниками её отца для дальнейшей эскалации конфликта. Однако, как только отряд пересекает мексиканскую границу, местные полицейские, которые должны были их сопровождать, открывают огонь по американским автомобилям. Грэйвер и его команда вынуждены вступить в перестрелку и убить всех коррумпированных мексиканских полицейских, устроивших им засаду.
Испуганная Изабела сначала прячется, а потом убегает от американцев, и Гиллике приходится идти за ней в одиночку. Между тем, правительство США устанавливает, что по крайней мере двое из тех террористов-смертников, которые взорвали гипермаркет в Канзас-Сити, были на самом деле гражданами США из Нью-Джерси, а не иностранцами. Таким образом, их не ввозили контрабандой в Соединённые Штаты из Мексики члены наркокартелей. Чтобы ослабить напряженность в отношениях с Мексикой, президент США поручил ЦРУ отказаться от миссии и уничтожить все доказательства участия США в похищении Изабелы Рейес. Руководитель операции Синтия Фордс приказывает Грэйверу устранить Алехандро и Изабелу. Грэйвер по радиосвязи приказывает Гиллике убить Изабелу, но Алехандро отказывается. Синтия Фордс предлагает направить за Алехандро и Изабелой другую группу, но Грэйвер собирает свою команду, чтобы выследить Гиллике с Изабелой в Мексике. Последние пытаются пересечь мексикано-американскую границу, замаскировавшись под незаконных иммигрантов, поскольку на территории США ЦРУ по закону не может убить или причинить вред Изабеле.
Их планы рушит Мигель (Элиас Гарза), молодой участник картеля, переправляющий иммигрантов из Мексики в Америку. Мигеля втягивает в этот бизнес двоюродный брат. Мигель является гражданином США и хорошо знает территорию по обе стороны от границы. Он узнает Гиллике, которого ранее встречал на стоянке в Техасе. Мигель предупреждает своего босса, и Гиллике с Изабелой захватывают. Главный узнает Изабелу. После разговора с Алехандро, их обоих связывают, Изабеле заклеивают рот, а Алехандро надевают на голову мешок. Новичков тестируют: одного из новичков заставляют выстрелить Гиллике в голову, но он не может. Парня убивают. Наступает очередь Мигеля. Молодой человек стреляет в голову Алехандро, а потом вместе с бандой и Изабелой уезжает, оставляя его умирать. Мигель кается в содеянном и оставляет банду вскоре после этого инцидента, спрыгнув из пикапа на ходу. Грэйвер и его команда отслеживают мексиканских бандитов, захвативших Изабелу, с помощью GPS-передатчика Гиллике, ранее вставленного в ботинок Изабелы, и убивают их. Глава бандитов берет Изабелу в заложники, но Грэйвер убивает его и, вопреки приказу руководства, решает вернуть её в Соединённые Штаты, где девочку защитят по программе защиты свидетелей.
Между тем, Алехандро выживает. Он приходит в себя и обнаруживает, что пуля прошла через челюсть. Понимая, что времени у него немного, Алехандро угоняет одну из оставленных машин мексиканцев и едет к границе. Через год Алехандро, оправившись от травм, находит Мигеля, у которого теперь имеется много татуировок на руках и шее, и спрашивает его, хочет ли тот стать сикарио.

## В ролях
| Актёр                 | Роль              |
| --------------------- | ----------------- |
| Бенисио Дель Торо     | Алехандро Гиллике |
| Джош Бролин           | Мэтт Грэйвер      |
| Изабела Монер         | Изабела Рейес     |
| Джеффри Донован       | Стив Форсинг      |
| Мэттью Модайн         | Джеймс Ридли      |
| Мануэль Гарсиа Рульфо | Галло             |
| Кэтрин Кинер          | Синтия Фордс      |
| Шей Уигем             | Энди Уилдон       |
| Рауль Трухильо        | Рафаэль           |

## Релиз
Изначально выпуском фильма должна была заниматься компания Lionsgate, но из-за разногласий с продюсерской компанией Black Label Media права на дистрибуцию были переданы Sony Pictures. В августе 2017 года Sony объявила дату выхода фильма — 29 июня 2018 года.

## Маркетинг
19 декабря 2017 года был выпущен первый трейлер фильма.

## Критика
Фильм получил средние оценки кинокритиков. На сайте Rotten Tomatoes у картины 62 % положительных рецензий на основе 277 отзывов. На Metacritic — 61 балл из 100 на основе 50 рецензий.

## Сиквел
В июне 2018 года, перед выпуском «Soldado», продюсер Трент Лакинбилл заявил, что третий фильм находится в разработке В январе 2021 года отмечалось, что продюсеры надеются начать съемки третьей части весной или летом того же года. Стало известно, что третий фильм будет называться «Sicario: Capos».